# Rock 'n' Sock Connection
Rock 'N' Sock Connection é uma ex-tag team de wrestling formada por The Rock e Mankind, que lutaram pela World Wrestling Federation entre 1999 e 2000, e brevemente em 2004. Como uma tag team, eles obtiveram o WWF Tag Team Championship três vezes.

## História
Em 30 de agosto de 1999, o Rock 'N' Sock Connection foi formado quando o The Undertaker e Big Show atacaram The Rock no Raw, fazendo com o Rock desafie ambos para uma luta. Foi considerado suicídio enfrentar um time tão mortal composto por Undertaker e The Big Show. Com isso, Mankind (que recentemente tinha começado a usar uma meia chamada "Mr. Socko" como parte de sua gimmick) perguntou a seu ex inimigo; The Rock, se podia ajudar na luta contra Undertaker e Big Show. The Rock aceitou e mais tarde da mesma noite, os dois capturaram o World Tag Team Chapionship pela primeira vez na luta contra Undertaker e Big Show, que eram até então os atuais campeões. A luta terminou com um pinfall em Big Show após um duploPeople's Elbow.
Eles só perderam o cinturão de campeão no dia 7 de setembro numa Buried Alive Match contra o Undertaker e Big Show, quando o então heel Triple H interferiu. Entretanto, Triple H só queria ajudar Undertaker, já que ele acertou Big Show com uma marreta.
Em 20 de setembro, 13 dias após perderem o título, o Rock 'N' Sock Connection ganha o título de volta numa Dark Side Rules match contra Big Show, Mideon, e Viscera numa handicap match 3 vs 2.. Três dias depois no SmackDown!, os membros da tag team New Age Outlaws se reuniram e desafiaram o Rock 'N' Sock pelo título deles, em que os Outlaws ganharam.
Vários dias depois, Mick Foley ajudou o Raw registrar uma de suas maiores audiências com um segmento envolvendo eles mesmo, como Mankind e The Rock. O segmento foi chamado de "This is Your Life" (Isso é sua vida, em tradução livre) e aconteceu no dia 27 de setembro de 1999, recebendo incríveis 8.4 pontos no sistema de audiência americano (que se chama Nielsen ratings). Duas semanas após o ocorrido, The Rock diz a Mick Foley que estava cansado dele, e não queria mais essa coisa de Rock 'N' Sock. Mankind implorou para The Rock para lutarem juntos só mais uma noite, The Rock aceitou, mas Mick não tinha dito com quem lutariam.
Eles acabaram desafiando a tag team The New Age Outlaws pelo campeonato no dia 14 de outubro do mesmo ano. Essa noite, o Rock 'N' Sock Connection ganhou o título pela terceira vez, significando que eles teriam que continuar como time para ao menos defender seu título. Quatro dias depois no SmackDown!, antes da luta dos dois contra a tag The Holly Cousins, Mick FOley deu ao Rock uma cópia autografada de seu livro, Have a Nice Day: A Tale of Blood and Sweatsocks (uma auto-biografia feita realmente por Mick Foley, em que conta detalhes de sua vida). Mas o livro foi achado mais tarde no lixo. Mick ficou com raiva de The Rock e o xingou por jogar fora o livro. Com isso, na luta deles, O Mick Foley ficou apenas sentado na escada de metal, de costas para o ringue enquanto The Rock lutava sozinho com Hardcore e Crash Holly e com uma interferência forasteira de novo por Triple H.Titles.
The Rock e Mankind começaram uma Feud, até Foley descobrir que seu amigo, Al Snow que tinha jogado o livro no lixo, já que o livro continha muitas piadinhas sobre Al Snow. Na vida real, Foley e Snow são ótimos amigos, e sempre fazem piadas divertidas um com o outro.

## Futuras Reuniões
O Rock 'N' Sock se encontraram de novo para se opo à McMahon-Helmsley Faction. Eles ficaram se juntando e se separando até Mick Foley se aposentar em 2000 e a alofração da carreira de cinema do The Rock.
Finalmente, pela última vez em 2004, O Rock 'N' Sock Connection se reuniram no WrestleMania XX quando eles lutaram contra os membros da stable Evolution, Randy Orton, Ric Flair, and Batista numa 3 vs 2 handicap match. Entretanto, The Rock e Mick Foley perderam quando Randy Orton fez o pinfall em Mick depois de um RKO.

## No Wrestling
- finishing moves em que faziam juntos
  - Double People's Elbow (os dois faziam um elbow drop com encenações.
  - Mick fazia um Mandible Claw e depois The Rock completava com o Rock Bottom.

## Conquistas e cinturões
- World Wrestling Federation
  - WWF Tag Team Championship (3 vezes)[1]

## Notes
1. 1 2 3 4 5 6  «World Tag Team Title History». WWE. Consultado em 20 de maio de 2007
2. ↑  «First Title Reign». WWE. Consultado em 20 de maio de 2007
3. ↑  «Undertaker and Big Show's Title Reign». WWE. Consultado em 20 de maio de 2007
4. ↑  «Second Title Reign». WWE. Consultado em 20 de maio de 2007
5. ↑  Christopher Robin Zimmerman. «Slashwrestling RAW report - with ratings». Consultado em 13 de janeiro de 2007
6. ↑  Foley, Mick. Have A Nice Day: A Tale of Blood and Sweatsocks (Foreword p.x)
7. ↑  «The Rock's WWE Alumni Profile». WWE. Consultado em 4 de junho de 2007